# Силопі
```

```

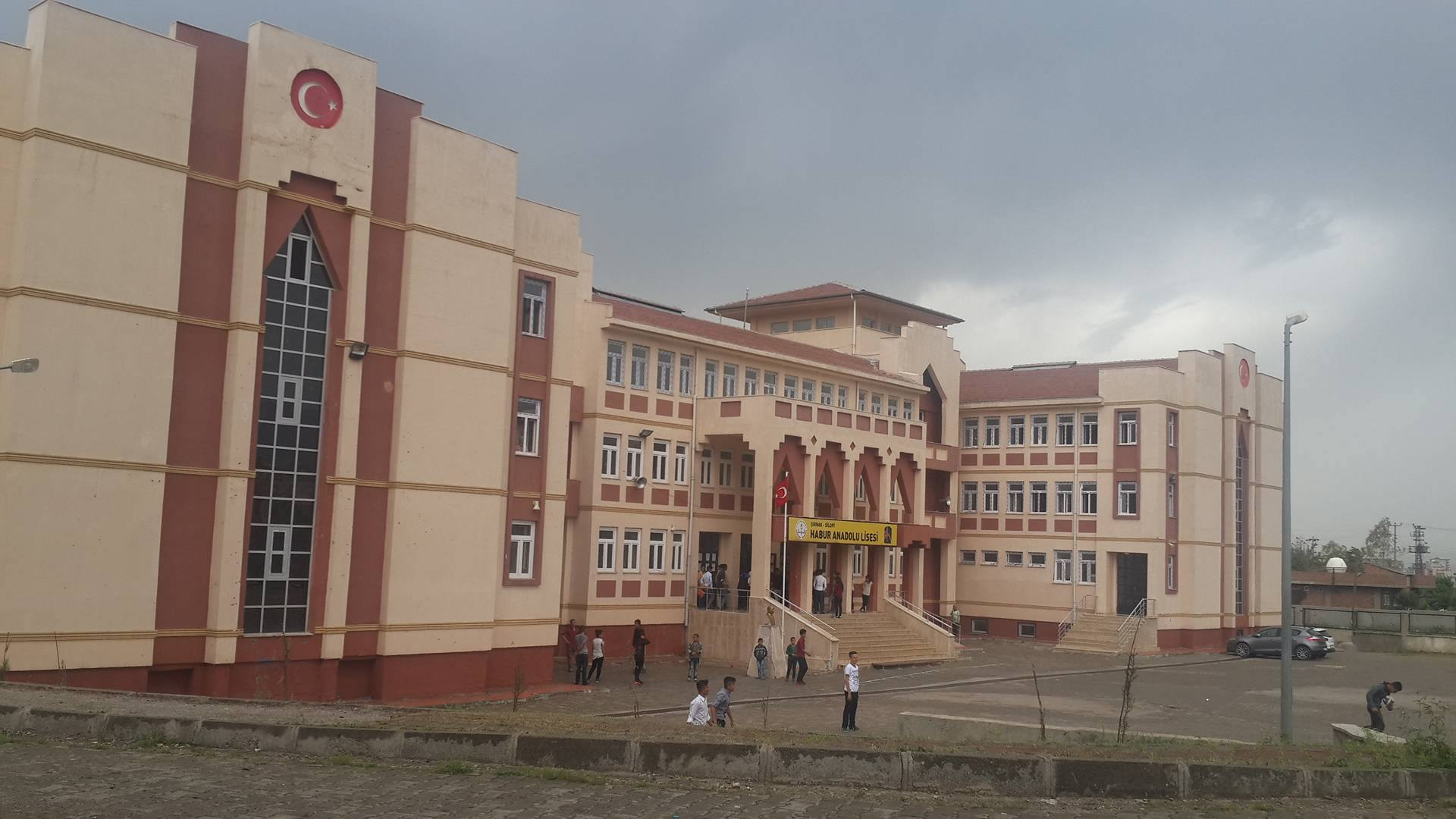
Habur Anadolu Lisesi in Silopi district

Силопі (тур. Silopi) - місто і район в провінції Ширнак (Туреччина).

## Історія
Люди жили в цих місцях ще з часів Ассирії. У 960-1040 роках тут панували Бювейогуллари, яких потім змінив емірат Джизре. Саме при Джизрі і було засноване місто Силопі. Згодом ця місцевість входила до складу різних держав; в XVI столітті вона потрапила до складу Османської імперії.